# Anisja Kirďapkinová
Anisja Bjasyrovna Kirďapkinová (rusky Анися Бясыровна Кирдяпкина; rozená Kornikovová rusky Корникова; * 23. října 1989, Saransk) je bývalá ruská atletka, která se věnovala sportovní chůzi.
V roce 2007 se stala v nizozemském Hengelu juniorskou mistryní Evropy v chůzi na 10 km. Na Mistrovství světa v atletice 2009 v Berlíně dokončila závod na 20 km v čase 1.30:09 těsně pod stupni vítězů, na 4. místě. V roce 2010 získala stříbrnou medaili na evropském šampionátu v Barceloně, kde dvacetikilometrovou trať zvládla v čase 1.28:55. Rychlejší byla jen krajanka Olga Kaniskinová (1.27:44). Po její diskvalifikaci získala zpětně zlatou medaili.
Na Mistrovství světa v atletice 2011 v jihokorejském Tegu v čase 1:30:13 skončila bronzová, když zaostala o 31 sekund za zlatou Ruskou Olgou Kaniskinovou a o 13 sekund za stříbrnou Číňankou Liou Chung. Poté, co byla původní vítězka diskvalifikována, postoupila na druhé místo.
26. února 2011 na zimním chodeckém šampionátu v Soči zaostala v chůzi na 20 km o pouhou jednu sekundu za světovým rekordem své krajanky Věry Sokolovové.
Druhá do cíle došla v závodě na 20 kilometrů chůze na mistrovství světa v Moskvě v roce 2013. Pro porušení antidopingových pravidel však o obě stříbrné medaile ze světových šampionátů přijde. Navíc dostal i tříletý distanc startů, který jí platí od 27. července 2017.

## Osobní rekordy
- 10 km chůze – 42:59 – 17. února 2007, Adler
- 20 km chůze – 1.25:09 – 26. února 2011, Soči